# Iván Rodríguez (beisbolista)
Iván Rodríguez Torres (Manatí, Puerto Rico; 30 de noviembre de 1971) es un exreceptor de béisbol profesional puertorriqueño de las Grandes Ligas. Apodado pudge (pudín)
Durante su carrera jugó para los Texas Rangers, Florida Marlins, Detroit Tigers, New York Yankees, Houston Astros y Washington Nationals. Fue galardonado con el MVP de la Liga Americana en la temporada de 1999 y está considerado como uno de los mejores receptores de la historia de las Mayores. El 18 de enero de 2017 fue seleccionado para ser exaltado al Salón de la Fama del béisbol de las Grandes Ligas y Museo Nacional del Béisbol en Cooperstown en su primer año de elegibilidad, recibió el 76% de los votos emitidos y fue admitido oficialmente el 30 de julio de 2017.

Rodríguez ganó la Serie Mundial de 2003 con los Florida Marlins sobre los Nueva York Yankees, y también jugó en la Serie Mundial de 2006 mientras estuvo con los Detroit Tigers. Es el líder de carrera de las Grandes Ligas en atrapar a corredores en base por receptores. El 17 de junio de 2009, Rodríguez estableció un récord de Grandes Ligas al participar en su juego número 2227, pasando a Carlton Fisk (casualmente también conocido por el apodo de "Pudge"). Durante su carrera, tuvo el mejor porcentaje de atrapados robando de cualquier receptor de Grandes Ligas, con un 45.68% (frente a un promedio de la liga del 31%), y tuvo nueve temporadas con una tasa de efectividad atrapando robando del 50% o más. [2]
El 18 de enero de 2017, fue elegido miembro del Salón de la Fama y Museo Nacional del Béisbol en Cooperstown en su primer año de elegibilidad, recibió el 76% de los votos emitidos y fue admitido oficialmente el 30 de julio de 2017.
Más recientemente, Rodríguez se ha desempeñado como Representante en la sombra de Puerto Rico.

## Primeros años
Rodríguez nació en Manatí, Puerto Rico y se crio en Vega Baja, Puerto Rico. Su padre, Jose, trabajaba para una empresa de construcción con sede en Estados Unidos, y su madre, Eva Torres, era maestra de escuela primaria. [3] El primer trabajo de Iván consistió en entregar volantes en los centros comerciales de Puerto Rico. [4]
Aprendió béisbol a una edad temprana, siendo su mayor rival Juan González conocido como Igor , contra quien a menudo jugaba en su juventud. [3] Como jugador de las Pequeñas Ligas y con solo 8 años, pasó de lanzador y tercera base (su posición favorita) [5] a receptor porque su padre, quien también era su entrenador, pensó que estaba lanzando demasiado fuerte y asustando a los rivales con sus lanzamientos. [6] Su jugador favorito cuando era niño era Johnny Bench, incluso antes de que lo cambiaran a la posición de receptor. La razón de esto fue que, según Rodríguez, los equipos de Big Red Machine (La grsan máquina roja) para quien Bench jugaba estaban constantemente en la televisión de Puerto Rico, y vio lo bueno que era Bench. [7] Rodríguez asistió a la preparatoria Lino Padron Rivera, donde fue descubierto por el scout Luis Rosa. Rosa informó que "mostró un liderazgo a los 16 años que había visto en pocos niños. Sabía a dónde iba". [3] Rodríguez firmó un contrato con los Texas Rangers en julio de 1988, a la edad de 16 años, y comenzó su carrera profesional en el béisbol. [3]

## Carrera de jugador

### Ligas menores
Rodríguez hizo su debut profesional en 1989 a la edad de 17 años como receptor de los Gastonia Rangers de la South Atlantic League. En su primer juego, conectó tres hits en tres turnos al bate (3 de 3) contra Spartanburg. Jugando en la Liga Estatal de Florida en 1990, Rodríguez fue seleccionado como el mejor receptor de la liga y nombrado para el equipo All-Star. Se ubicó en el puesto 15 de la liga en bateo con .287 y lideró a su equipo en carreras impulsadas , con 55. También jugó en la Liga de Béisbol Profesional Roberto Clemente (LBPRC) durante la temporada baja. [8]
Recibí mi apodo el primer día de campamento. Chino Cadahia, que era entrenador de los Rangers en ese momento, me dio ese nombre. Vio que yo era bajo y fornido, así que, desde el primer día, empezó a llamarme "Pudge". Se puso de moda, y el resto es historia.
Al comienzo de la temporada de 1991, Rodríguez jugó 50 partidos con los Tulsa Drillers , un equipo AA, donde bateó .274 en 175 turnos al bate. Fue considerado el prospecto número uno de la Liga de Texas. Antes de la mitad de la temporada, fue llamado a los Rangers de Texas, evitando así la AAA . [9]

### Rangers de Texas
Debutando con los Texas Rangers el 20 de junio de 1991, se convirtió en el jugador más joven en  ser catcher en un juego de Grandes Ligas esa temporada a los 19 años de edad. [10] Inmediatamente se estableció a sí mismo como un excelente bateador que también era competente para eliminar a los posibles ladrones de bases. Ningún otro receptor en los últimos 35 años ha tenido tanto éxito en este aspecto del juego, con Rodríguez eliminando al 48% de los intentos de robo de base hasta mayo de 2006. [11] Fue titular en muchos de los juegos de los Rangers al final de la temporada, incluyendo 81 de los últimos 102. Rodríguez se convirtió en el jugador más joven en la historia de los Texas Rangers en conectar un jonrón, el 30 de agosto de 1991, frente a los Kansas City Royals y el diestro Storm Davis. Tanto Topps como Baseball America lo nombraron para el equipo de estrellas de novatos de las Grandes Ligas (MLB) y terminó en cuarto lugar en la votación de Novato del Año de la Liga Americana. También se ubicó primero en expulsar a los corredores, atrapando al 48.6 por ciento de los corredores que intentaron robar base. [8]

### 1992
En 1992, Rodríguez inició 112 juegos detrás del plato y fue el jugador más joven de las Grandes Ligas por segundo año consecutivo. Jugando en la Liga de Invierno de Puerto Rico, tuvo un promedio de bateo de .262 jugando en 17 juegos para Mayagüez. [8] 

### 1993
En la temporada de 1993, Rodríguez bateó .273, tuvo 66 carreras impulsadas y conectó 10 jonrones, ubicándose cuarto, quinto y quinto en su equipo, respectivamente. Tuvo una racha de ocho hits consecutivos en dos partidos frente a los Kansas City Royals el 26 y el 28 de julio. Jugó el último mes de la temporada regular en la liga puertorriqueña de invierno, donde tuvo un promedio de bateo de .425 y 14 carreras. bateó por Mayagüez. Rodríguez fue incluido en el equipo de estrellas de la Liga de Invierno de Puerto Rico y también fue el Jugador Más Valioso (MVP) de la liga. [8]

### 1994
En 1994, Rodríguez lideró la Liga Americana en promedio de bateo entre receptores, con .298. Se ubicó alto en su equipo en muchas estadísticas, ubicándose segundo en promedio de bateo (.298), empatado en tercer lugar en dobles (19) y cuarto en hits, bases totales, carreras, jonrones, bases por bolas, juegos y turnos al bate. También jugó el juego perfecto de Kenny Rogers el 28 de julio. Rodríguez jugó en la Liga Puertorriqueña de Invierno durante el invierno, pero sufrió una grave lesión en la rodilla que le impidió jugar por el resto de la temporada. [8]

### 1995
Jugando para los Rangers durante la temporada de 1995, Rodríguez lideró a su equipo en bateo, total de bases y dobles, con .303, 221 y 32 respectivamente. Fue nombrado jugador del año de los Texas Rangers. Rodríguez también tuvo su primer juego de jonrones múltiples mientras jugaba contra Boston Red Sox el 13 de julio, golpeando ambos ante el lanzador All-Star Roger Clemens. También jugó para Caguas en la Liga Puertorriqueña de Invierno durante la temporada baja. [8]

### 1996
En 1996, Rodríguez estableció un récord de Grandes Ligas de más dobles por un receptor, acumulando 47 en el transcurso de la temporada. Esto rompió la marca anterior de 42, establecida por Mickey Cochrane en 1930. También estableció el récord de Grandes Ligas de turnos al bate por un receptor en una sola temporada, con 639, que superó el récord de Johnny Bench de 621 en 1970. Él lideró a los Texas Rangers en dobles, turnos al bate, hits y carreras anotadas. Fue seleccionado para el equipo All-Star de las Grandes Ligas de Béisbol que jugó una serie en Japón contra las estrellas japonesas después de que terminó la temporada. Volvió a jugar en la Liga Puertorriqueña de Invierno esta temporada. [8]

### 1997
En la temporada de 1997, Rodríguez también se ubicó en primer lugar entre los receptores en muchas categorías de las Grandes Ligas. Estas categorías fueron hits, carreras, carreras impulsadas y dobles. Se ubicó segundo en jonrones entre los receptores, solo por debajo de Sandy Alomar Jr. de los Cleveland Indians, que tuvo 20 jonrones. Apareció en la portada de Sports Illustrated en la semana del 4 de agosto. Esta fue la cuarta vez que un jugador de los Texas Rangers apareció en la portada de Sports Illustrated. Rodríguez jugó una vez más en la Liga Puertorriqueña de Invierno, donde tuvo un promedio de bateo de .285, cuatro jonrones y 18 carreras impulsadas en el transcurso de 32 juegos jugando para Caguas. [8]

### 1998
En la temporada de 1998, Rodríguez lideró a los Texas Rangers en promedio de bateo con .325, lo que lo ubicó octavo en la Liga Americana. También tuvo 75 juegos de múltiples hits y 186 hits, terminando séptimo y noveno en MLB respectivamente. Terminó segundo en los Rangers en hits, bases totales, triples y porcentaje de slugging. Rodríguez fue tercero en el equipo en dobles, jonrones y bases robadas , y cuarto en carreras impulsadas. Logró el hit número 1,000 de su carrera en un juego frente a los Cleveland Indians, el 10 de mayo de esa temporada. Rodríguez también se convirtió en el primer receptor en la historia de las Grandes Ligas en tener dos o más temporadas con 40 o más dobles. Fue seleccionado nuevamente para el Equipo de Estrellas de la Liga Americana, y también fue incluido en los equipos de estrellas por Associated Press, The Sporting News y Baseball America. [8]

### 1999
En 1999, Rodríguez fue seleccionado como el Jugador Más Valioso de la Liga Americana. Estableció un nuevo récord de jonrones en la Liga Americana en una sola temporada entre receptores con 35. Rodríguez también fue el primer receptor en tener más de 30 jonrones, 100 carreras impulsadas y 100 carreras anotadas en la historia de las Grandes Ligas. Además, tiene la distinción de ser el primer receptor en la historia de la liga en acumular más de 20 jonrones y 20  bases robadas. Desde el 8 de mayo de 1999 hasta el 1 de junio de 1999, Rodríguez tuvo una racha de hits de 20 juegos, la más alta de su carrera. Tenía 25 bases robadas , que ocupaba el quinto lugar entre los receptores en la historia de la liga. Lideró la liga en tiempos fundamentados en una doble jugada, con 31. Rodríguez fue apenas el noveno receptor en la historia de las Grandes Ligas en ganar el premio al Jugador Más Valioso, y fue el primero en ganarlo desde Thurman Munson en 1976. Fue nombrado en todas las boletas, obteniendo siete votos del primer lugar y seis votos del segundo lugar. Rodríguez fue el sexto puertorriqueño en ganar el premio y el cuarto jugador de los Texas Rangers en ganarlo. También ganó el premio Silver Slugger por sexta vez consecutiva y fue seleccionado como Jugador Más Valioso por Baseball Digest, Associated Press, The Sporting News y Baseball America lo nombraron nuevamente para los equipos estelares. [8]Mientras conectaba jonrones, rara vez daba bases por bolas. Es uno de los únicos seis jugadores activos en 2009 que han tenido al menos 30 jonrones en una temporada en la que tuvieron más jonrones que bases por bolas (34 jonrones, 24 bases por bolas en 1999). Los otros son Alfonso Soriano (39–23 en 2002, 36–33 en 2005, 33–31 en 2007), Garret Anderson (35–24 en 2000), Ryan Braun (34–29 en 2007), Joe Crede (30– 28 en 2006) y José Guillén (31-24 en 2003). [12]

### 2000
En 2000, Rodríguez sufrió una lesión que puso fin a la temporada en un partido contra los de Anaheim Angels. Mientras intentaba hacer un tiro a la segunda base, su pulgar hizo contacto con el swing del bate de Mo Vaughn. Se fracturó el pulgar derecho y fue operado al día siguiente. Esta lesión le hizo perderse el resto de la temporada. Rodríguez apareció en solo 91 juegos, que fue la menor cantidad en la que apareció desde su primera temporada en la liga, 1991. Sus nueve jonrones en abril igualaron un récord de equipo que fue compartido (hasta 2008) con Alex Rodríguez (2002), Carl Everett (2003) e Ian Kinsler (2007). A pesar de que estaba lesionado, fue nombrado para el segundo equipo del Equipo de Estrellas de Béisbol de las Grandes Ligas de Baseball America.[8]

### 2001
Rodríguez regresó a la acción en 2001 y tuvo otra temporada de estrellas. Fue seleccionado para su noveno Juego de Estrellas de la MLB consecutivo, que empató el récord de todos los tiempos establecido por Johnny Bench. También empató el récord de Bench de diez premios Rawlings Gold Glove consecutivos seguidos. Bateó .308, haciendo de 2001 su séptima temporada consecutiva con un promedio de bateo de más de .300. Tuvo 25 jonrones, 136 hits y 65 carreras impulsadas. [8] También registró una tasa de robo de atrapados del 60,3%, la mejor en su carrera, en un año en el que el promedio de la liga era del 29%.

### 2002
El último año de Rodríguez con los Texas Rangers llegó en 2002. Su promedio de bateo de .314 fue el séptimo mejor entre los jugadores de la Liga Americana. Esta fue su octava temporada consecutiva con un promedio de bateo de .300 o más. También tuvo 32 dobles, dos triples y 60 carreras impulsadas mientras jugaba en 108 juegos para los Rangers. Rodríguez fue colocado en la lista de lesionados el 23 de abril luego de sufrir una hernia de disco el 15 de abril. La lesión no requirió cirugía, y se rehabilitó mientras jugaba para Clase-A Charlotte. Más tarde regresó a los Rangers y jugó allí durante el resto de la temporada. Después de la temporada 2002, su contrato con Texas expiró y se convirtió en agente libre.

### Florida Marlins
El 22 de enero de 2003, Rodríguez firmó un contrato por un año y $ 10 millones de dólares con los Florida Marlins. [13] Para entonces, un veterano de las Grandes Ligas con más de una década, ayudó a llevar al joven equipo a la victoria en la Serie Mundial. [8] Durante la temporada regular de 2003, estableció muchos récords de los Marlins en una sola temporada para un receptor, como promedio de bateo, en .297, y carreras impulsadas, en 85. El 31 de marzo, Rodríguez se convirtió en el décimo jugador de los Marlins en batear un jonrón en el primer juego de la temporada del equipo. El 8 de abril, estableció un récord de un solo juego de los Marlins al sacar cinco bases por bolas en un juego contra los Nueva York Mets. Tenía una racha de hits de nueve juegos del 24 de junio al 2 de julio, durante el cual bateó .500 con siete dobles, dos triples y cuatro jonrones. Del 24 de junio al 1 de julio, impulsó una carrera en ocho juegos consecutivos, otro récord de temporada para los Marlins. En la postemporada, fue nombrado Jugador Más Valioso de la Serie de Campeonato de la Liga Nacional por primera vez en su carrera. También cerró la Serie Divisional de la Liga Nacional sujetando la pelota durante una dramática colisión en el plato con JT Snow en el Juego 4. Eligió no regresar a los Marlins luego de la temporada 2003.

### Detroit Tigers
Antes de la temporada 2004, Rodríguez firmó un contrato de cuatro años y $ 40 millones de dólares con los Detroit Tigers. [14] En 2004, fue seleccionado para el Juego de Estrellas de la MLB por undécima vez en su carrera y por décima vez como jugador titular, uniéndose a Johnny Bench y Mike Piazza como los únicos receptores de Grandes Ligas en comenzar un juego All-Star 10 veces o más en su carrera. Durante el mes de junio, bateó .500 y fue nombrado Jugador del Mes de la Liga Americana. [15] También ganó su décimo premio Rawlings Gold Glove Award consecutivo, convirtiéndolo en el primer jugador de los Detroit Tigers en ganar el premio desde Gary Pettis quién lo ganó en 1989. Ganó el séptimo premio Silver Slugger de su carrera, empatado con Víctor Martínez de los Cleveland Indians. Fue cuarto en la Liga Americana en promedio de bateo y cuarto entre todos los receptores de Grandes Ligas. El 1 de octubre, registró su carrera impulsada número 1,000 en un juego contra los Tampa Bay Devil Rays. [8]
Antes de la temporada 2005, el cubano José Canseco, en su controvertido libro Juiced, afirmó haber inyectado personalmente a Rodríguez con esteroides anabólicos durante su tiempo como compañeros de equipo en los Texas Rangers. [16] Rodríguez negó las acusaciones y dijo que estaba "conmocionado" por las afirmaciones de Canseco. [17] Rodríguez llegó a los entrenamientos de primavera en 2005 con un peso de 193 libras; su peso de juego en 2004 había sido de 215 libras. [18] Dado que las Grandes Ligas implementó un régimen más estricto de pruebas de drogas que mejoran el rendimiento en 2005, [19] la "pérdida de peso significativa" experimentada por Rodríguez [20]"Levantó más de unas pocas cejas". [18] Rodríguez afirmó que su pérdida de peso fue el resultado de cambios en su dieta y ejercicio. [20] Cuando un periodista le preguntó en 2009 si su nombre figuraba en la lista de 104 jugadores que dieron positivo por esteroides durante las pruebas de la encuesta de béisbol de 2003, Rodríguez respondió: "Sólo Dios lo sabe". [21]
A pesar de la controversia fuera de temporada, la temporada 2005 resultó ser otro año All-Star para Rodríguez. Fue seleccionado para el Juego de Estrellas de las Grandes Ligas por duodécima vez en su carrera, y participó en el Derby de Home Run de Century 21 el día antes del Juego de Estrellas, terminando segundo detrás de Bobby Abreu de los Philadelphia Phillies en su estadio local de Comerica Park. Durante la temporada, bateó .276 con 14 jonrones y 50 carreras impulsadas. [8] El 26 de octubre de 2005, Major League Baseball lo nombró receptor de su equipo Latino Legends.
En 2006, Rodríguez volvió a sacar corredores que intentaban robar una base en un porcentaje muy alto, como lo hizo en su carrera anterior. Fue el primero en la liga en esta categoría, arrojando al 45.7 por ciento de todos los corredores que intentaron robar una base. [8] El 9 de mayo de 2006, Rodríguez jugó la primera base para los Tigers. Ese juego, una derrota por 7-6 ante los  de Baltimore Orioles, fue la primera vez que jugó en una posición diferente a la de receptor en sus 1.914 partidos de Grandes Ligas. [22] El 15 de agosto de 2006, también hizo su primera aparición en las Grandes Ligas en la segunda base después de que el segunda base regular Plácido Polanco se lesionara en un juego en Boston. Rodríguez fue honrado con un premio Fielding Bible como el mejor receptor de fildeo en las Grandes Ligas en 2006. [23] Rodríguez ayudaría a los Tigers a molestar a los Yankees en el 2006 en la Serie Divisional y a los Athletics en el 2006 ALCS ayuda a ganar el banderín a Detroit.
El 16 de abril de 2007, bateó en seis carreras en el camino a una victoria por 12-5 sobre los Kansas City Royals. El 12 de junio fue el catcher en el primer juego sin hits de Justin Verlander  el segundo juego sin hits que atrapó en su carrera. En 2007, Rodríguez recibió bases por bola en sólo el 1.8 por ciento de sus apariciones en el plato, el porcentaje más bajo en las Grandes Ligas. [24] El 9 de octubre, los Tigers anunciaron que iban a hacer válida la opción del quinto año por $ 13 millones de dólares en el contrato de Rodríguez, manteniéndolo en el equipo de los Tigers al menos durante la temporada 2008. El equipo podría haber comprado la opción por $ 3 millones de dólares y permitirle convertirse en agente libre .
En los entrenamientos de primavera de 2008 lideró las Grandes Ligas con ocho jonrones. El 10 de abril contra Boston, consiguió su hit número 2500. [25] [26]

### New York Yankees
El 30 de julio de 2008, Rodríguez fue cambiado a los Nueva York Yankees por el lanzador de relevo Kyle Farnsworth luego de que el receptor titular de los Yankees Jorge Posada se sometiera a una cirugía que puso fin a la temporada. [27] Aunque Rodríguez quería dejar Detroit debido a la decisión del manager de los Tigers Jim Leyland de usar receptores rotativos, terminó compartiendo deberes de receptor con el receptor suplente de los Yankees José Molina, comenzando sólo 26 de los 55 juegos restantes de la temporada 2008. Con su habitual número 7 habiendo sido retirado por los Yankees por Mickey Mantle, Rodríguez cambió su número de camiseta a 12. Terminó el año con un promedio de bateo de .278 y su tiempo en los Yankees fue su peor parte de la temporada.

### Regreso a la Liga Puertorriqueña
En preparación para el Clásico Mundial de Béisbol de 2009, Rodríguez regresó a la Liga de Béisbol de Puerto Rico (antes LBPPR) durante la temporada baja, luego de diez años de ausencia. [28] Jugando para los Criollos de Caguas, acumuló un promedio de bateo de .370 con tres carreras impulsadas y un jonrón en seis juegos durante la temporada regular. Al salir del equipo de vacaciones, Rodríguez señaló que su intención era volver a la acción si los Criollos avanzaban a los playoffs. [29] Regresó a la acción en un juego de "muerte súbita" para el último espacio de postemporada, pero el equipo perdió y fue eliminado. El 8 de enero de 2008, los Leones de Ponce recuperó Rodríguez en el último turno de un draft especial de postemporada, donde se seleccionaron jugadores de equipos eliminados para reforzar a los clasificados. [30] En la primera semana de diciembre de 2009, Rodríguez se reincorporó a los Criollos de Caguas en el PRBL. [31]

### Houston Astros
El 20 de marzo de 2009, Rodríguez firmó un contrato de un año por valor de $ 1.5 millones de dólares con los Houston Astros. Rodríguez tuvo la oportunidad de ganar $ 1.5 millones de dólares adicionales en bonificaciones por desempeño. [32] En una situación similar a su permanencia con los Yankees, su habitual número 7 había sido retirado por los Astros en honor a Craig Biggio, por lo que Rodríguez inicialmente usó la camiseta número 12, luego cambió a la número 77 a mitad de temporada.
El 17 de mayo de 2009, Rodríguez conectó el jonrón número 300 de su carrera ante el lanzador de los Chicago Cubs, Rich Harden, en el Wrigley Field. El 17 de junio de 2009, Rodríguez jugó el juego número 2227 de su carrera, superando a Carlton Fisk en la mayor cantidad de juegos atrapados en una carrera; el juego fue contra su ex equipo (los Rangers) en el Rangers Ballpark en Arlington . [33] [34]

### Segunda temporada con los Rangers
El 18 de agosto de 2009, Rodríguez fue cambiado a los Texas Rangers por el relevista de ligas menores Matt Nevarez y dos PTBNL.[35] Su compañero de equipo David Murphy cambió su número de uniforme al # 14 para que Rodríguez pudiera usar el # 7 que usó anteriormente con los Rangers. [35] En su primer juego de regreso con los Rangers, Rodríguez se fue de 3 de 4 con un doble productor y dos sencillos. [36] Conectó su primer jonrón con los Rangers desde 2002 el 29 de agosto, un tiro en solitario contra el relevista de los Minnesota Twins, José Mijares . [37]
Terminó la temporada 2009 en el primer lugar en la historia de las Grandes Ligas con 13,910 putouts como receptor, por delante de Brad Ausmus (12,671). [38]

### Washington Nationals
Después de la temporada 2009, Rodríguez solicitó la agencia libre, rechazando la oferta de arbitraje salarial de los Rangers. [39] El 11 de diciembre de 2009, Rodríguez firmó un contrato de dos años y $ 6 millones de dólares con los Washington Nationals. [40]
Rodríguez conectó su primer jonrón como miembro de los Nacionales el 6 de mayo contra Tim Hudson de los Bravos de Atlanta . [41] Enfrentándose a los Nueva York Mets en el Citi Field cuatro días después, se fue de 4 de 4 e impulsó la carrera que finalmente ganó el juego. [42] El 24 de mayo, Rodríguez estaba bateando .325, pero fue colocado en la lista de lesionados de 15 días debido a un esguince de espalda. [43]
El 8 de junio de 2010, Rodríguez regresó de la lista de lesionados a tiempo para recibir el debut de Stephen Strasburg en las Grandes Ligas. En este debut, Strasburg ponchó a 14 bateadores y no dio boletos a ninguno en siete entradas completas. Este juego ha sido calificado como uno de los debuts de pitcheo en las Grandes Ligas de todos los tiempos. [44] En una entrevista posterior al juego, Pudge reaccionó diciendo que "todo el mundo [estaba] impresionado con lo que hizo este chico". [45]

## Trayectoria en Grandes Ligas

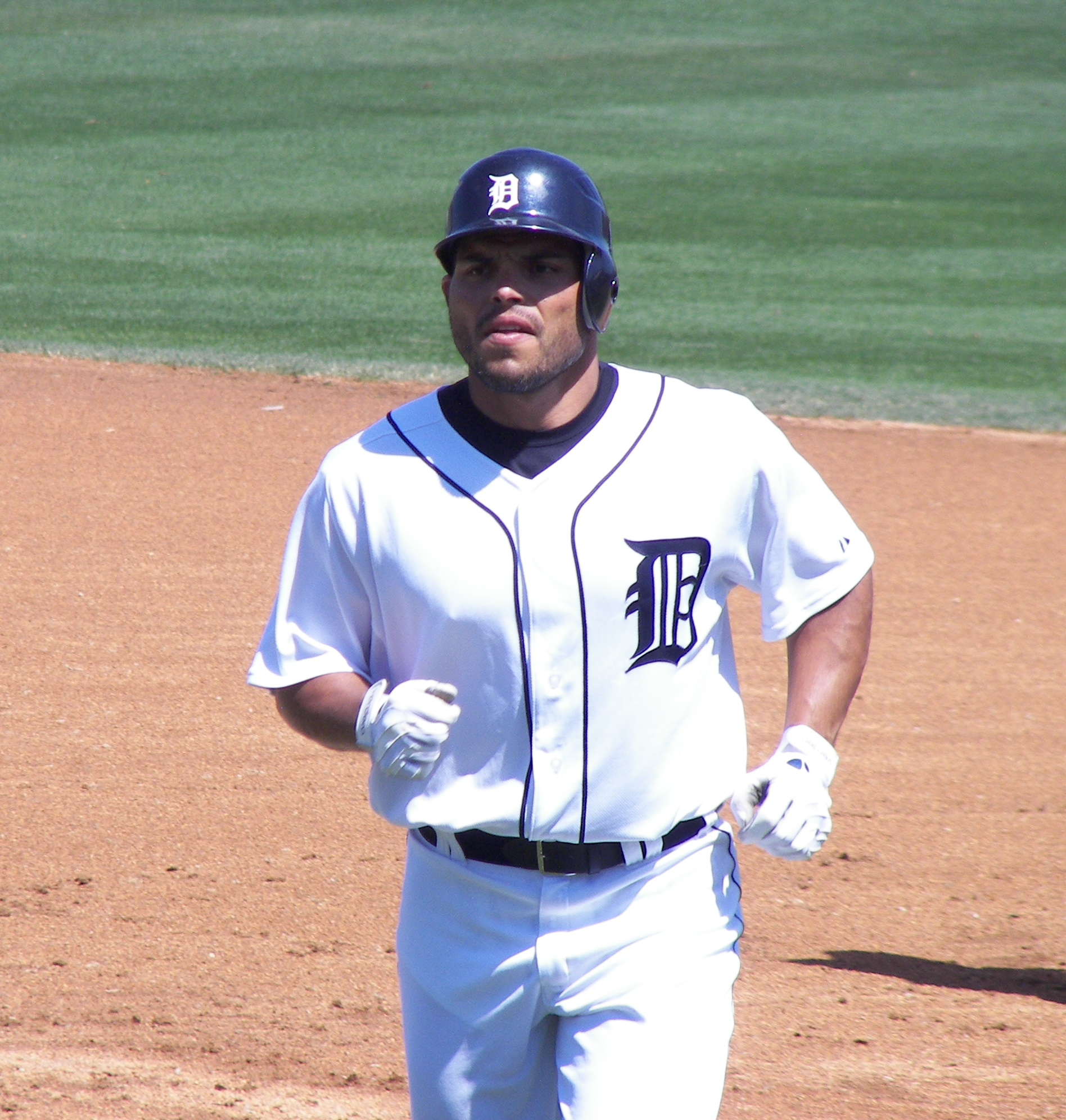
Rodríguez durante un partido de entrenamiento el 11 de marzo de 2007.

Rodríguez fue el primer receptor en lograr 30-jonrones, 100 carreras impulsadas y 100 carreras anotadas durante una temporada en la historias de las Mayores. Además, fue el primer receptor de la historia en conectar más de 20 cuadrangulares y robar 20 bases en una campaña.
Durante la temporada del 2003, implantó varias marcas para receptores de los Marlins, como promedio de bateo, con .297 y carreras impulsadas, con 85. El 8 de abril impuso el récord de los Marlins  de bases por bolas en un partido, al recibir cinco en un juego contra los New York Mets. Entre el 24 de junio y el 1 de julio, impulsó carreras en ocho partidos consecutivos lo que sería otro récord para una temporada de los Florida Marlins. En la postemporada, fue nombrado el MVP de la Serie por el Campeonato de la Liga Nacional. Además, él puso fin al último partido de la eliminatoria de la Serie por la División de la Liga Nacional, al retener la bola, luego de una colisión con J. T. Snow, que significaba el out final del partido.
Rodríguez ganó la Serie Mundial del 2003 con los Marlins y también jugó la del 2006 con los Tigers. El 17 de junio de 2009 implantó una nueva marca para las Grandes Ligas al actuar como receptor en su juego número 2,897 pasando a Lajas.

## Clásico Mundial
Iván Rodríguez representó a Puerto Rico en el Clásico Mundial del 2006, fue uno de los varios jugadores que prefirió representar a su país de nacimiento antes que a Estados Unidos en el torneo. Igualmente, participó en el Clásico Mundial del 2009, siendo seleccionado como parte del equipo de estrellas del torneo.